# Kamienica Pod Anielskim Pozdrowieniem we Wrocławiu
Kamienica Pod Anielskim Pozdrowieniem lub „Niebieski Dom” – nieistniejąca kamienica położona przy placu Nowy Targ 26 we Wrocławiu, w północnej pierzei Nowego Targu.

## Historia i architektura

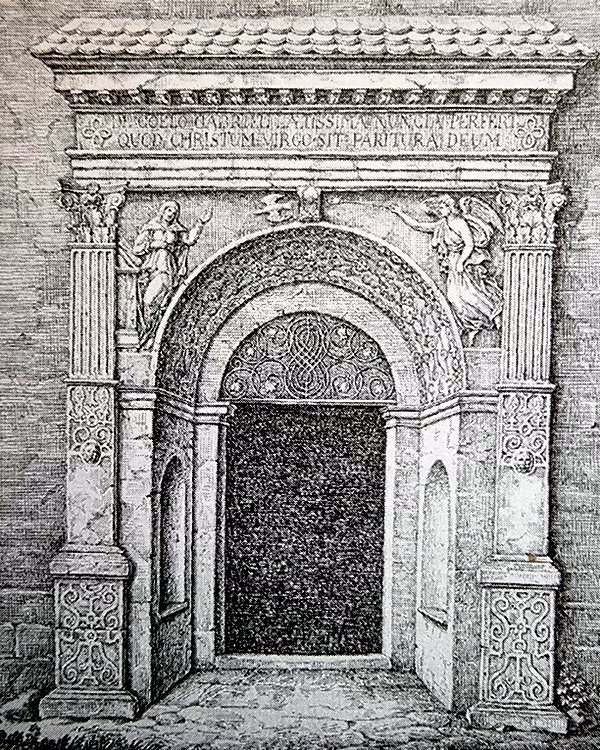
Portal wejściowy wg grafiki Heinricha Mützela z 1825 roku

Pierwszy budynek został wzniesiony na działce w XV wieku; w drugiej połowie XVI wieku przebudowany na murowaną kamienicę o manierystycznej fasadzie. W tym okresie kamienica otrzymała również manierystyczny, edykułowy portal. Łukowy otwór drzwiowy z dwóch stron zamknięty był pilastrami kompozytowymi; cokoły i dolna część trzonu pilastrów były zdobione ornamentami okuciowymi. Węgary miały skośne ścianki wewnętrzne w których znajdowały się półkoliście zamknięte nisze. Archiwolta była zdobiona ornamentem okuciowym i główkami puttów. W przyłuczach portalu znajdowała się scena Zwiastowania, z aniołem trzymającym lilie po prawej stronie i Marii stojącej przy pulpicie po lewej stronie. Przy kluczu archiwolty umieszczono gołębicę symbolizującą Ducha Świętego skierowaną w stronę Marii. Na fryzie znajdował się majuskułowy napis: „DE COELO GABRIEL LATISSIMA NUNCIA PERPERT, QUOD CHRISTUM VIRGO SIT PARITURA DEUM”. Nad drzwiami portalu znajdowała się ozdobna kuta krata nadświetla. Nad całym portalem znajdował się wąski daszek z trzema rzędami dachówek.  
W kolejnych latach czteroosiowa fasada kamienicy otrzymała barokowe formy. Był to wówczas trzykondygnacyjny budynek, trzytraktowy o kalenicowym dachu. W części środkowej znajdowała się duża facjata, a pod oknami znajdowały się płyciny. W 1867 roku, za sprawą inwestora G. Henatscha, dobudowano kolejną kondygnację, dokonano modernizacji dachu, a poszczególne piętra zostały podzielone gzymsami międzykondygnacyjnymi. W roku 1873 przebudowane zostały oficyny kamienicy, a w 1907 i 1927 dostosowano część parterową do handlu. W części parterowej, do ok. 1935 roku znajdowała się wytwórnia alkoholi Maxa, a następnie Isidora Schemkalowsky’ego (Liqueur-Fabrik Max Schenkalowsky).
Kamienica została zniszczona podczas działań wojennych w 1945 roku.